# Палац Потоцьких (Львів)

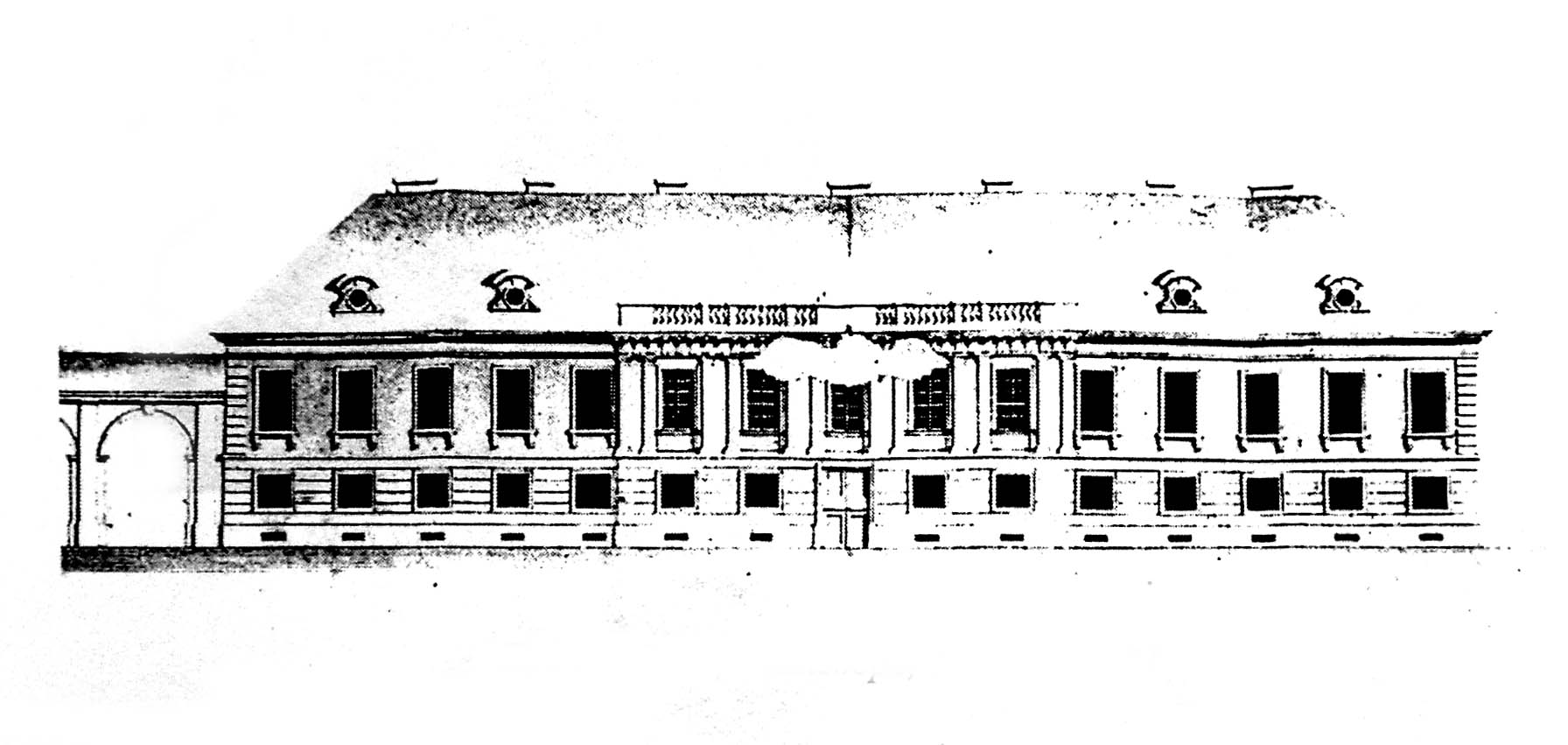
Попередній палац. Архітектор Ігнатій Хамбрез. Проєкт 1822 року.

Пала́ц Пото́цьких — пам'ятка архітектури у Львові, розташована на вулиці Коперника, 15.

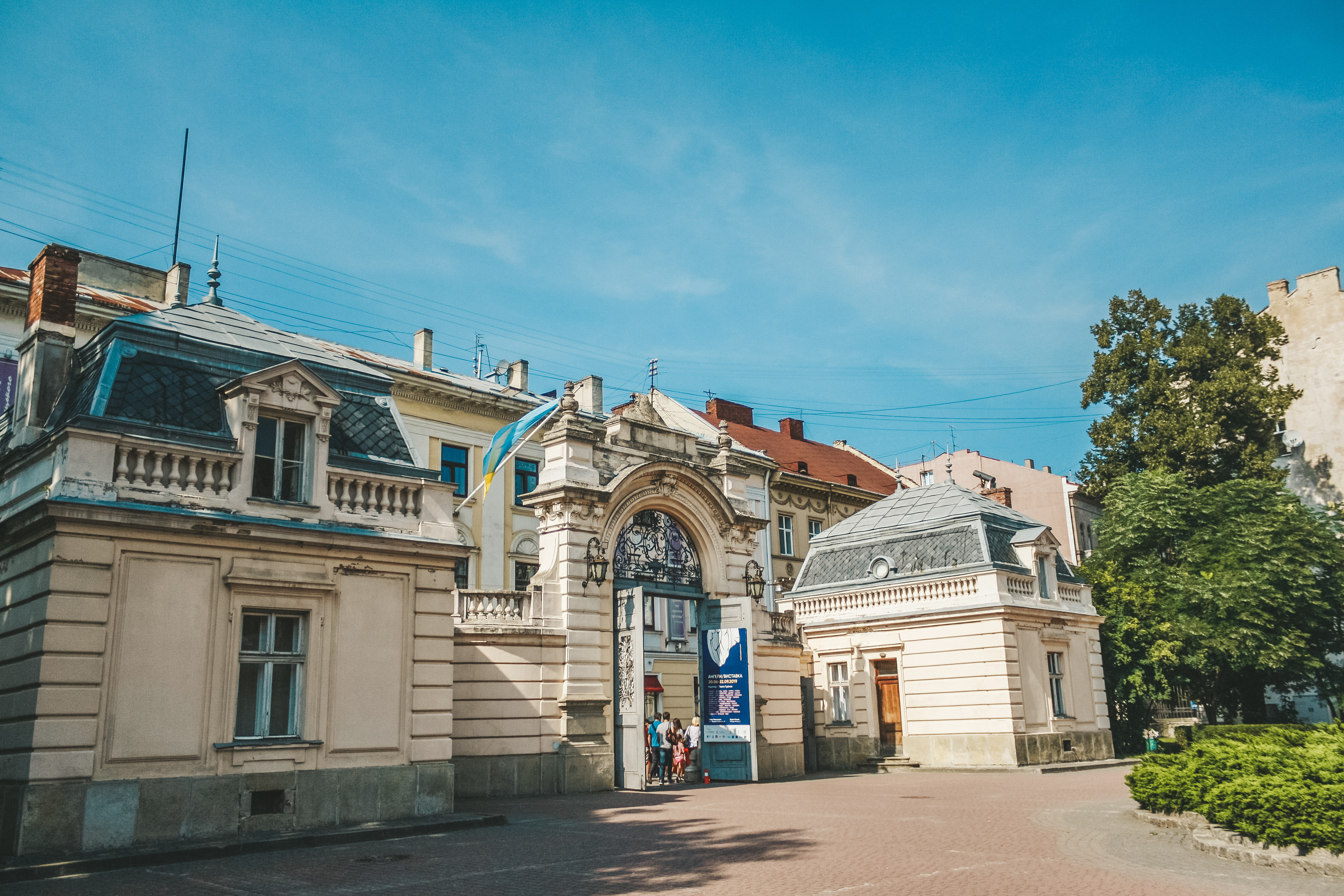
Адміністративний будинок (Палац Потоцьких), Львів, вул. М. Коперника, 15

## Історія палацу
Родина Потоцьких, продавши свій палац на площі Галицькій (нині відомий як палац Бесядецьких), придбала у 1822 р. нерухомість на вулиці Широкій (нині Коперника). На планах Львова XVIII — першої половини XIX ст. на цій дільниці видно розпланований город та кілька невеликих будівель.
Перший палац збудовано у стилі класицизму за проєктом архітектора Ігнатія Хамбреза. Це була двоповерхова прямокутна в плані будівля із високим дахом. Фасад симетричний з центральним ризалітом, увінчаним аттиком з балюстрадою. Перший ярус фасаду рустований, другий ярус ризаліту декорований шістьма парами іонічних пілястр. Власниками були Марія з Сангушків та її чоловік Альфред Юзеф Потоцький. Палац було розібрано у 1860—1861 рр. Однак спорудження нової резиденції затягнулось на три десятиріччя. Будівництво розпочалось лише у 1880 р.
Новий палац був збудований у стилі бароко, епохи французького короля Луї XIV за проєктом французького архітектора Луї Альфонса Рене Довернь (фр. Louis Dauvergne). Проєкт модифіковано львівськими архітекторами Юліушем Цибульським та Людвіком Балдвіном-Рамултом і реалізовано під їх керівництвом. 1892 року проєкт експонувався на будівельній виставці у Львові.

## Родина Потоцьких— власники палацу
Марія Климентина з Сангушків (Maria Klementyna) (31 березня 1830 — 7 жовтня 1903, Львів) одружилася у 1851 року в містечку Славуті з Альфредом II Юзефом Потоцьким гербу Пилява (29 липня 1817, Ланьцут — 18 травня 1889, Париж) — графом, політичним діячем, маршалком Галицького Сейму, намісником Королівства Галичини та Володимирії, другим ординатом у Ланьцуті. Родина Потоцьких мала 4-ро дітей: Романа, Юлію, Климентину (Тишкевич) і Юзефа-Миколая.
Після завершення дипломатичної служби Альфред Потоцький присвятив подальше своє життя активній політичній діяльності в Галичині. Послом до Галицького Сейму був від свого першого обрання 1863 р. до своєї смерті у 1889 р. У 1875—1877 рр. був маршалком Галицького Сейму. Протягом 1875—1883 рр. був намісником Галичини. Відомий як меценат і палкий поціновувач французької архітектури. Альфред Потоцький замовив побудову резиденції, але помер передчасно у Парижі 18 травня 1889 р. Будову палацу завершив його син Роман Потоцький та дружина Марія.

## Палац

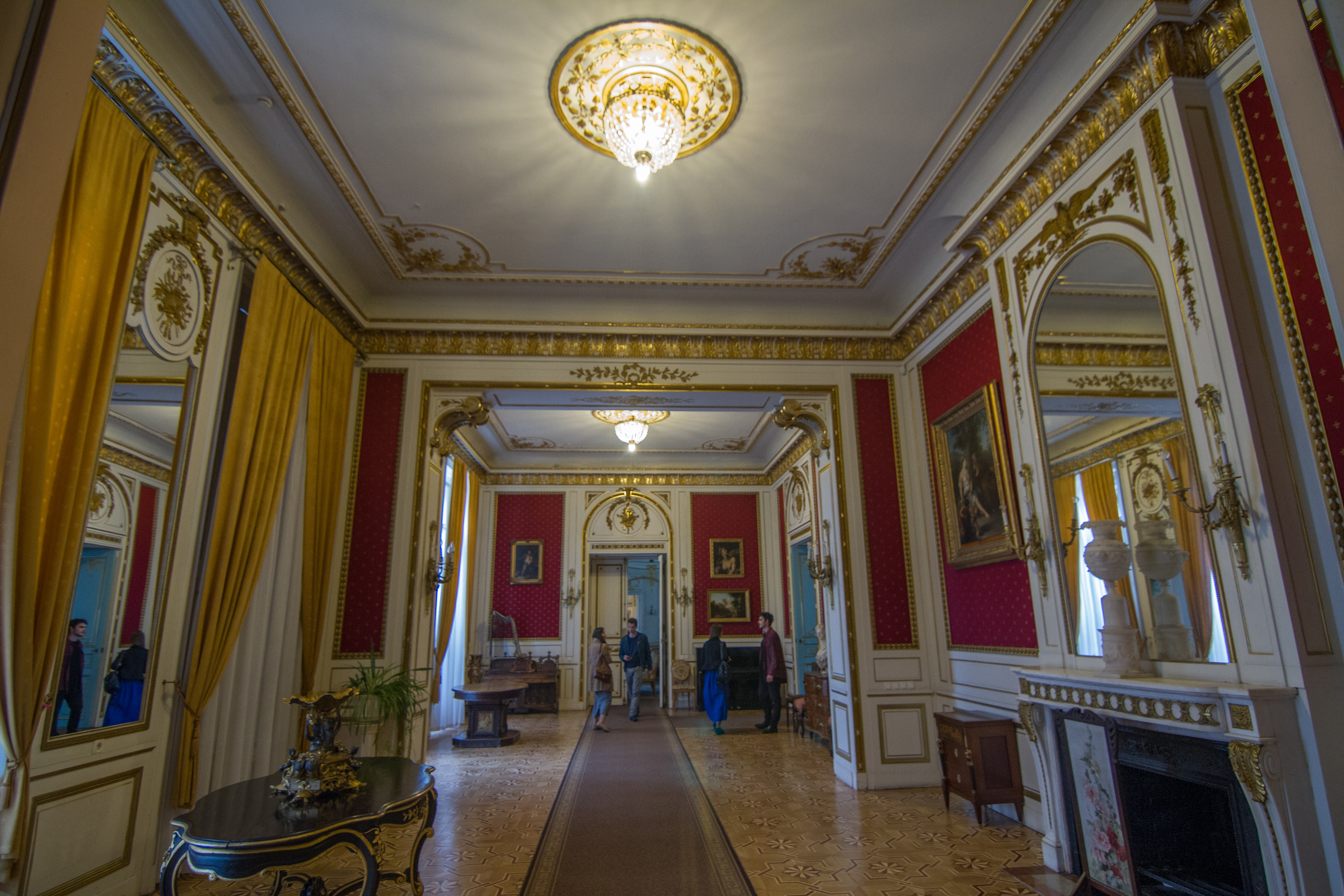
Інтер'єр палацу

Будівля виконана в стилі французького класицизму, цегляна, обштукатурена, Н-подібна у плані, з розвинутим центральним ризалітом та боковими крилами. Триповерхова, з мансардами. Фасади декоровані фігурними обрамленнями вікон та рустикацією, ліпними консолями балконів та балюстрадами. Парадний вхід оформлений арочним портиком з ліпниною та іонічними колонами. Ліпний декор авторства Петра Гарасимовича та, ймовірно, Леонарда Марконі.
На першому поверсі розміщені парадні зали для прийому гостей, в оформленні яких широко використані ліпнина, позолота, різнокольоровий мармур, цінні породи дерева, розпис. З вулиці на подвір'я ведуть парадні монументальні ворота з двома флігелями, прикрашені картушем. Для прийомів у палаці Потоцьких були передбачені місця для під'їзду екіпажів, зали для зустрічей. З південно-західного боку біля палацу були збудовані з нетинькованої червоної цегли будівлі стайні з барельєфами коней та служб, з виходом на вул. Оссолінських (тепер Стефаника, 7а). Від сторони вул. Коперника палац відділяє огорожа з парадними воротами та флігелями для сторожі. Тильні ворота виходить на вул. Тиху. Загальна площа палацу становить 3100 м².

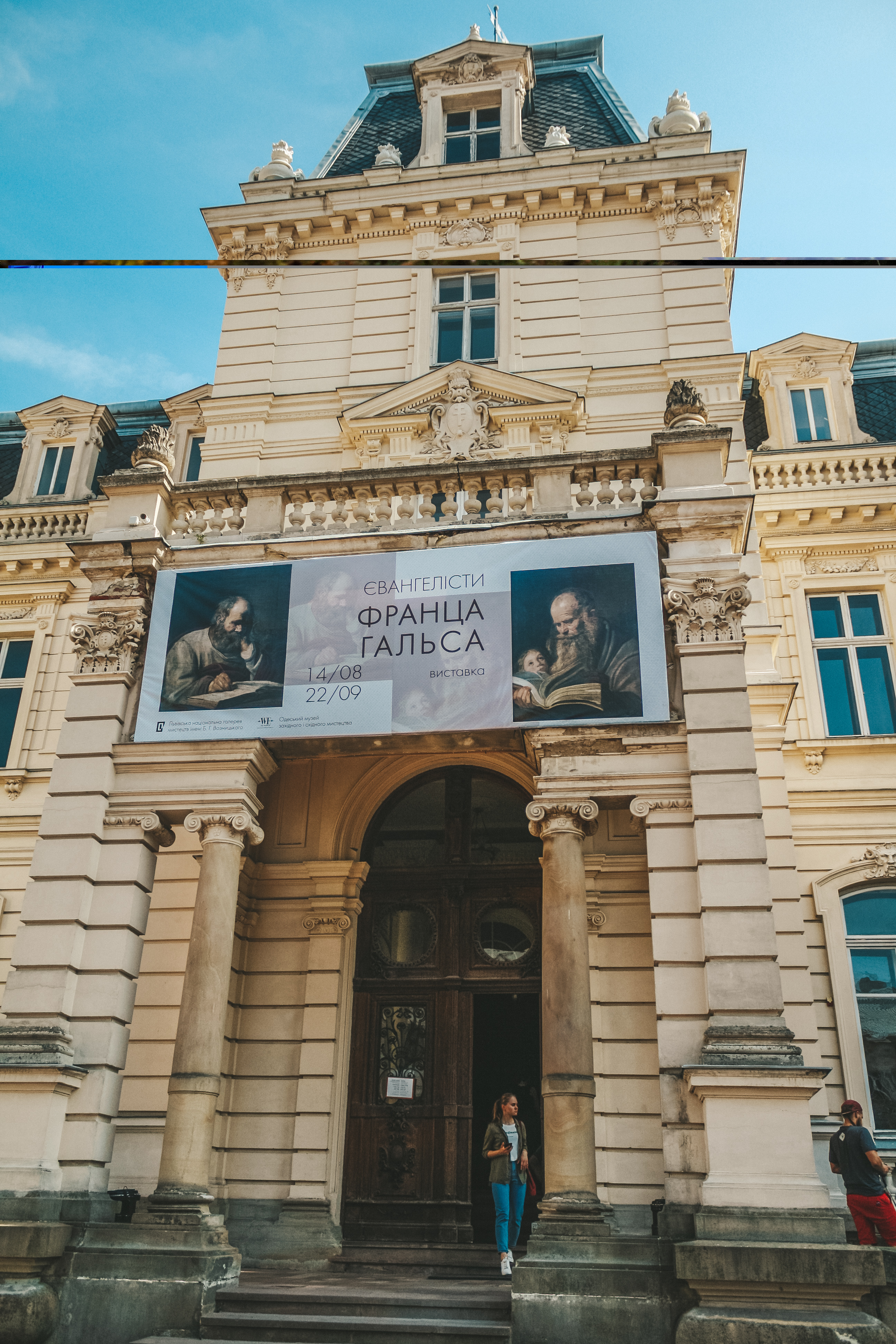
Адміністративний будинок (Палац Потоцьких), Львів, вул. М. Коперника, 15

До 1879 року тут знаходився великий міський парк. Вже наприкінці XIX — на початку XX сторіч навколо палацу Потоцьких збудували цілу низку багатоповерхових будинків, частина з яких виходила передніми фасадами на вулицю, а тильними частинами в сторону палацу. Тому вид на палац Потоцьких залишився відкритим лише з вулиці Коперника. Наприкінці 1980-х років у палацовому парку влаштували шахту для прокладання тунелів підземного трамваю, і побудували непривабливу прибудову, у якій зараз знаходиться Музей мистецтва давньої української книги (вул. Коперника, 15а). З ініціативи Бориса Возницького 2010 поряд у парку було закладено Парк замків та оборонних споруд давньої України, де демонструються макети оборонних споруд у М 1:50.

## Історична хронологія
У січні, лютому, березні 1919 року палац був резиденцією місії Бартелемі..
22 листопада 1919 р. на палац впав літак американського пілота Едмунда Ґрейвса, що брав участь в показових польотах над центром Львова з нагоди 1-ї річниці зайняття міста поляками. Падіння літака та вибух паливних баків спричинили пожежу верхніх поверхів та даху будинку.
Ремонт та реставрація палацу тривали до 1931 р.
У 1945—1972 рр. палац був у користуванні Інституту геології і геохімії горючих корисних копалин АН УРСР.
У 1972 році тут розмістився Палац урочистих подій (Львівський міський РАЦС).
У 1973—1974 рр. палац був на реставрації.
У 1996 році поряд із будівлею спорудили Львівський палац мистецтв.
У 2000-х рр. палац Потоцьких передали Львівській галереї мистецтв.
У лютому 2015 року в палаці Потоцьких відкрили каплицю із найстарішою іконою Львова.
З липня 2021 року в палаці Потоцьких знову можна одружитись, тут запроваджено послугу «шлюб за добу»

## Виноски
1. ↑  Ковальчук Х. І. Особливості архітектури Львова наприкінці XVIII — початку XIX. — Львів : Ліга-Прес, 2005. — С. 102, 119. — ISBN 966-8293-67-3.
2. ↑  Архітектура Львова: Час і стилі. XIII—XXI ст. — Львів : Центр Європи, 2008. — С. 361. — ISBN 978-966-7022-77-8.
3. ↑  Grankin P. Lwowski architekt Julian Cybulski (1859—1924) // Статті (1996—2007). — Львів : Центр Європи, 2010. — С. 107. — ISBN 978-966-7022-84-6.
4. ↑  Orłowicz M. Ilustrowany przewodnik po Lwowie ze 102 ilustracjami i planem miasta. — Lwów—Warszawa, 1925. — S. 163. (пол.)
5. ↑  У палаці Потоцьких відкрили каплицю із найстарішою іконою Львова[недоступне посилання]
6. ↑  https://ilvivyanyn.com/uk/news-5051